# Tampa Bay Storm
El Tampa Bay Storm (Tormenta de Tampa Bay) es un equipo de la Arena Football League con base en Tampa Bay, Florida. El equipo forma parte de la división sur de la Conferencia Nacional y su estadio es el St. Pete Times Forum.

## Historia
El equipo del Storm es el único equipo de la AFL que ha jugado las 20 temporadas de la liga (1987 hasta la presente temporada) donde se incluye desde 1987 hasta 1990 como los Pittsburgh Gladiators. Su Head coach, Tim Marcum que dirige al Tampa Bay Storm desde 1995 hasta hoy es considerado el mejor entrenador en jefe en la historia y miembro del Salón de la Fama de la AFL.

### Pittsburgh Gladiators
El equipo de los Gladiators fue parte de la temporada inaugural de la AFL y desde 1987 hasta 1990 donde jugaron el Arena Bowl I ante Denver Dynamite y el Arena Bowl III contra el Detroit Drive pero ambos lo perdieron. El equipo no tenía las condiciones de apoyo en la ciudad de Pittsburgh así que después de la temporada de 1990 el equipo fue mudado a Tampa Bay.
Sus partidos los jugó en el Pittsburgh Civic Arena.

### Tampa Bay Storm
Ya en Tampa Bay el equipo demostraría ser el más sólido que podía haber en la liga. Esto debido a las victorias en el Arena Bowl V y Arena Bowl VII al poderoso Detroit Drive. Pero surgiría en 1991 el equipo de los Orlando Predators quienes jugarían en 2 ocasiones el Arena Bowl en contra del Storm haciendo esta rivalidad la mayor de la AFL. En 2 ocasiones se encontraron y con una victoria para cada uno. Storm lograría ganar el Arena Bowl en 1991, 1993, 1995, 1996 y 2003. Ellos fallarían en la edición de 1998 en uno de los juegos de campeonato más vistos en la historia de la AFL. El equipo también cuenta con la increíble racha de 15 apariciones en los Playoffs desde 1991 hasta 2005 y cuentan con un récord de asistencia pública al estadio de 28.746 personas demostrando ser el mejor equipo en la historia de la liga.
En el 2006 el equipo terminaría con marca 7-9 siendo la primera vez que Tampa Bay Storm no jugaba un juego de Playoffs desde 1987.

## Estadios
En los años en Pittsburgh el equipo jugó en el Pittsburgh Civic Arena. En los años en Tampa Bay jugaron en el Florida Suncoast Dome en St. Petersburg (hoy Tropicana Field) desde 1991 hasta 1996. Desde 1997 el equipo juega en St. Pete Times Forum (previamente Ice Palace) en Tampa.

## Jugadores históricos
Storm Legends
- Steve Thomas WR/LB
- Jay Gruden QB
- Silvester Bembery OL/DL
- Willie Wyatt OL/DL
- George LaFrance OS
- Les Barley FB/LB
- Tracey Perkins DS
- Andre Bowden FB/LB

Salón de la Fama de la AFL
- Jay Gruden
- Tim Marcum
- Gary Mullen
- Joe March

- Datos: Q770543
- Multimedia: Tampa Bay Storm / Q770543